# Afraciura quaternaria
Afraciura quaternaria är en tvåvingeart som först beskrevs av Mario Bezzi 1924.  Afraciura quaternaria ingår i släktet Afraciura och familjen borrflugor. Inga underarter finns listade i Catalogue of Life.